# Bushwhacker (comics)
Pour les articles homonymes, voir Bushwhacker.
Bushwacker est un super-vilain appartenant à l’univers de Marvel Comics. Il a été créé par Ann Nocenti et Rick Leonardi, et est apparu pour la première fois dans Daredevil #248 en 1987.

## Origine
Carl Burbank était prêtre lorsqu'il perdit la foi, après que certains de ses paroissiens décédèrent par overdose. Il fut recruté par la CIA, fut équipé d'un bras cybernétique et devint l'agent spécial Bushwhacker.
Il commença à mépriser les mutants et à les traquer, surtout ceux qui avaient des pouvoirs liés aux arts. Il rentra alors en conflit avec Wolverine et Daredevil. Wolverine, mutant lui-même, commença à traquer le chasseur, tandis que Marilyn Rogers, la femme de Burbank, demandait l'aide de Daredevil, car son mari devait aller à l'asile. Daredevil empêcha Wolverine de le tuer, mais Bushwacker réussit à s'enfuir et à continuer sa série de meurtres. Finalement, il fut vaincu par les deux héros, le visage à moitié brûlé, et emprisonné.
À sa sortie de prison, il s'associa avec Typhoid Mary pour se venger de Daredevil.
Il travailla par la suite pour Wilson Fisk. Il fut laissé pour mort par le Punisher. Quand sa femme le quitta, il travailla pour un trafiquant de drogue qui lui demanda de tuer le reporter Ben Urich. Mais Burbank laissa le journaliste révéler les activités illégales du Caïd. Il fut toutefois emprisonné. À sa sortie, il exécuta son employeur.
D'autres contrats l'opposèrent à Nomad, Deathlok et Elektra.
Emprisonné au Raft, il s'échappa lors de l'évasion de Sauron orchestrée par Electro. Il fut tout de suite engagé par le Chacal pour tuer le Punisher, mais fut vaincu une fois de plus par Daredevil.

### Lors deCivil War
À la fin du crossover Civil War, on revit Burbank dans une prise d'otage au milieu de Times Square. Il s'agissait d’un plan de G.W. Bridge pour capturer le Punisher. Ce dernier disparut très vite de la scène et l'opération échoua. Cet incident se déroula le jour du meurtre de Captain America.
On revit l'assassin au sein du Syndicat de The Hood.
À la fin du Dark Reign de Norman Osborn, il disparut de la circulation jusqu'à ce qu'il soit engagé par Belladonna pour retrouver Domino à San Francisco. Contrat qui tournera mal pour lui, car Domino ayant beaucoup de chance, elle put compter sur l'aide de Wolverine qui tua Bushwacker.

## Pouvoirs
- Carl Burbank a eu le bras gauche remplacé par une prothèse cybernétique. Cette arme est recouverte de tissu biologique et peut être utilisée comme un lance-flamme ou une mitrailleuse. Elle est rechargée par ce qu'ingère Bushwacker (des balles ou de l'essence).
- L'épiderme de Burbank se liquéfie en cas de blessure ouverte, lui évitant ainsi tout risque d'hémorragie. Il semble pouvoir transformer son bras droit en arme, mais cela reste à prouver.
- Bushwacker est un agent de la CIA entraîné, avec une formation militaire de terrain, spécialisée en infiltration et assassinat.
- Il utilise souvent des gadgets hi-tech.